# Diplacodes deminuta
Diplacodes deminuta – gatunek ważki z rodziny ważkowatych (Libellulidae).